# Ado Vabbe

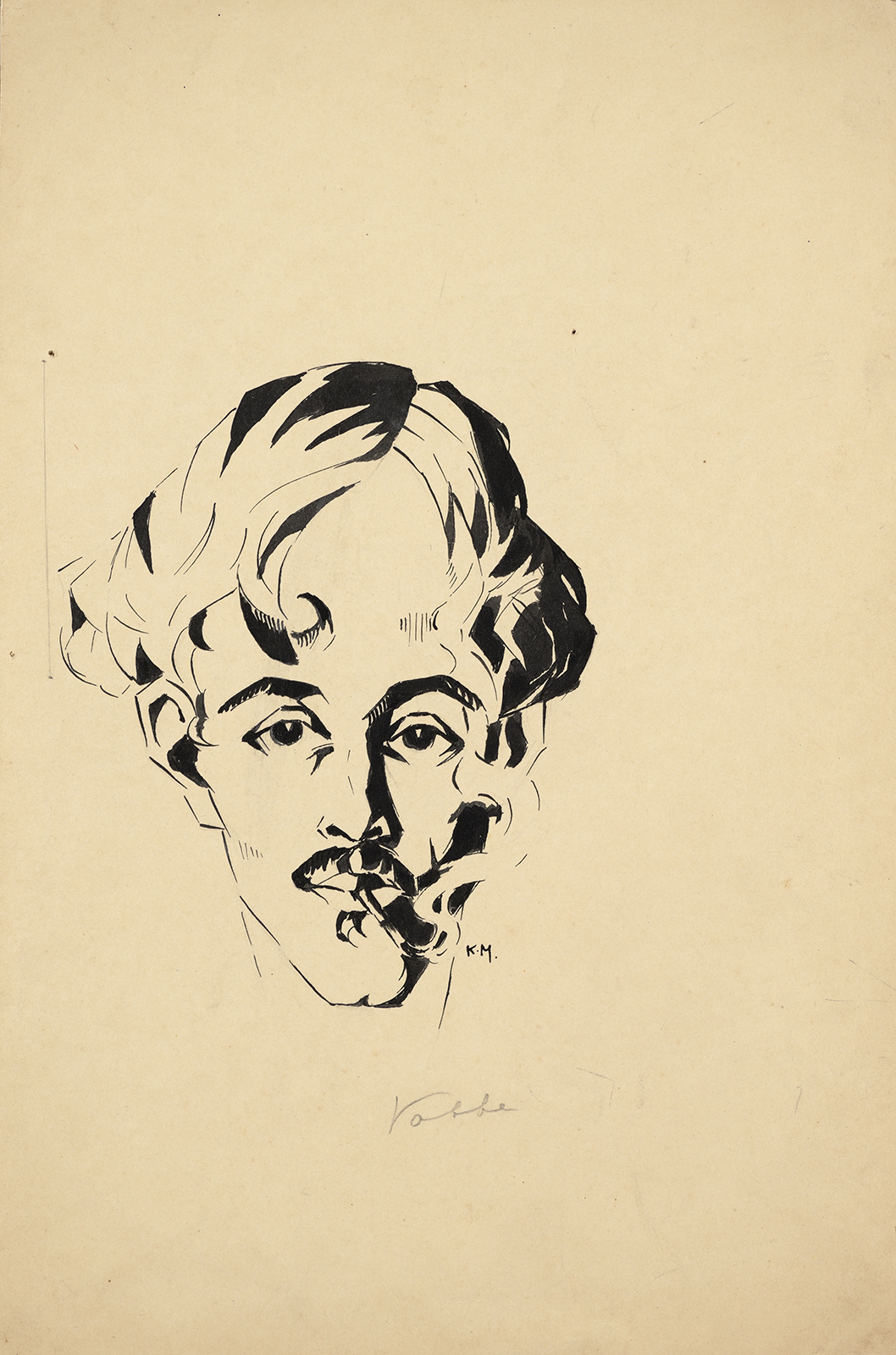
Konrad Mägi. Porträt von Ado Vabbe, 1918

Ado Vabbe (eigentlich Adolf, * 7. Märzjul. / 19. März 1892greg. in Tapa; † 20. April 1961 in Tartu) war ein estnischer Maler, Graphiker und Kunstpädagoge.

## Leben
Vabbe machte 1909 in Narva Abitur und arbeitete danach in einer Teppichfabrik in Riga. Von 1911 bis 1913 studierte er in München bei Felix Eisengräber an der von Anton Ažbe gegründeten Kunstschule. 1914 reiste er in Italien, den Ersten Weltkrieg verbrachte er größtenteils in einer Fabrik in Moskau. 1917 kehrte er nach Estland zurück und war zunächst Zeichenlehrer, u. a. 1918–1919 am Jakob-Westholm-Gymnasium.
1918 war er eines der Gründungsmitglieder der Künstlervereinigung Pallas, und ab 1919 arbeitete er über zwei Jahrzehnte an der Kunstschule Pallas, 1925–1929 als deren Direktor. Auch die Jahre nach der Sowjetisierung Estlands 1940 und während der deutschen Besetzung Estlands im Zweiten Weltkrieg arbeitete er an diversen Kunstschulen (die infolge der politischen Ereignisse mehrmals ihre Namen wechselten). 1950 wurde er jedoch entlassen, erst nach Stalins Tod konnte er wieder in seinem Beruf arbeiten, von 1953 bis 1956 leitete er in Tallinn ein Atelier für experimentelle Graphik.

## Werk
Während in Vabbes Frühwerk noch Elemente des Jugendstils auszumachen sind, führten seine Auslandsaufenthalte schnell zu einer Neuorientierung. In München traf er mit Wassily Kandinsky zusammen, der sein Werk im Weiteren nachhaltig beeinflusste. Von nun an malte er abstrakter, mehr und mehr sind Elemente des Expressionismus und Futurismus zu erkennen, später auch solche der Neuen Sachlichkeit. Außerdem wirkte er als Illustrator und graphischer Gestalter zahlreicher Bücher, u. a. der Siuru-Gruppierung.
Durch seine Aufenthalte in den Zentren der Avantgarde – in München stand er in Kontakt mit dem Blauen Reiter, in Moskau mit dem Kubofuturismus – wurde Vabbe zum „radikalsten Erneuerer der estnischen Kunst“.

## Weblink
- Digitale Sammlung des Estnischen Kunstmuseums